# Hyostomodes nubilata
Hyostomodes nubilata är en fjärilsart som beskrevs av W. Warren 1897. Hyostomodes nubilata ingår i släktet Hyostomodes och familjen mätare. Inga underarter finns listade i Catalogue of Life.